# 米尔扎·巴希鲁丁·马末·阿末
米尔扎·巴希鲁丁·马末·阿末（1889年1月12日—1965年11月7日），是伊斯兰教阿赫迈底亚教派的第二个哈里发。(阿拉伯語：خليفة المسيح الثاني, khalīfatul masīh al-thāni)阿赫迈底亚创始人米尔扎·古拉姆·艾哈迈德和他的第二任妻子努沙特·贾汗别姬的儿子。1914年3月14日，也就是他的前任——年仅25岁的哈金·努丁去世的第二天，他当选为米尔扎·古拉姆·艾哈迈德的第二任继承人。
马末·阿末当选为第二任哈里发后，运动内部出现了分裂，其中一个政党因在继承和神学问题上存在某些分歧而没有对他宣誓效忠，也可能是因为个性迷人。他领导的阿赫迈底亚穆斯林社区长达半个多世纪，他建立该社区的几乎整个组织结构、改善其管理、正式建立协商委员会(Majlis al-Shura)、巩固和正规化社区的财政捐助制度并指导印度次大陆以外的广泛传教活动而闻名。作为一位著名的演说家，马末·阿末也是一位活跃的政治人物，特别是在印度独立和印巴分治之前。他也是为建立克什米尔人穆斯林公民权利而设立的全印度克什米尔委员会的创始成员之一和首任主席。在1947年印巴分治和巴基斯坦建国之后，他仔细地监督了阿赫迈底亚教徒从卡迪亚恩安全地迁移到新成立的地方，最终在1948年，他们在当年共同购买的一片干旱和山区土地上建立了一个城镇，现在这里成为了共同体的新总部，并被命名为拉布瓦。他的作品汇编了26卷，名为《Anwarul uloom》，包含了800多篇著作和演讲稿(不包括很多的布道记录)。马末·阿末被阿赫迈底穆斯林社区视为预言阿拉将赐予他们的改革者和“承诺的儿子”。